# Sitio de Zaragoza (1809)
El sitio de Zaragoza (1809) es el segundo de los sitios de Zaragoza durante la Guerra de la Independencia Española.

## Interludio

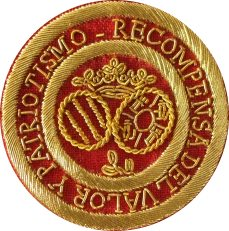
Escudo de Distinción a los defensores de Zaragoza creado por el General Palafox.

Tras el primer sitio, las fuerzas mandadas por el hermano de Palafox persiguieron al enemigo hasta Navarra, donde se incorporaron a las fuerzas de otras juntas regionales en su persecución del enemigo francés. Una vez que se hubieron marchado los franceses se empezó la reparación de las defensas dañadas por la contienda, al mando del coronel Sangenís. Se tomaron también medidas para garantizar la higiene y alejar el riesgo de epidemia que acompaña a los asedios, pero no se pudo evitar un brote de tifus que se cobró, entre otras, la vida del cabecilla Jorge Ibor y Casamayor, el "Tío Jorge", que había sido un líder clave en la deposición de Guillelmi. Es de destacar la llegada del comisario británico Doyle, que en representación de su país envió 8000 fusiles para apoyar la causa española.
La derrota francesa en la batalla de Bailén y la sucesiva retirada del ejército imperial en casi toda la península forzó a Napoleón a cruzar los Pirineos para restablecer el control. El ejército español, inferior a las más experimentadas tropas francesas, fue rechazado sucesivamente en las batallas de Espinosa y Tudela. Mientras el emperador continuaba hacia Madrid, el Mariscal Jean Lannes recibió el mando de los ejércitos del frente del Ebro, siendo Zaragoza un objetivo inmediato para restablecer el control francés del noreste peninsular.

## El asedio

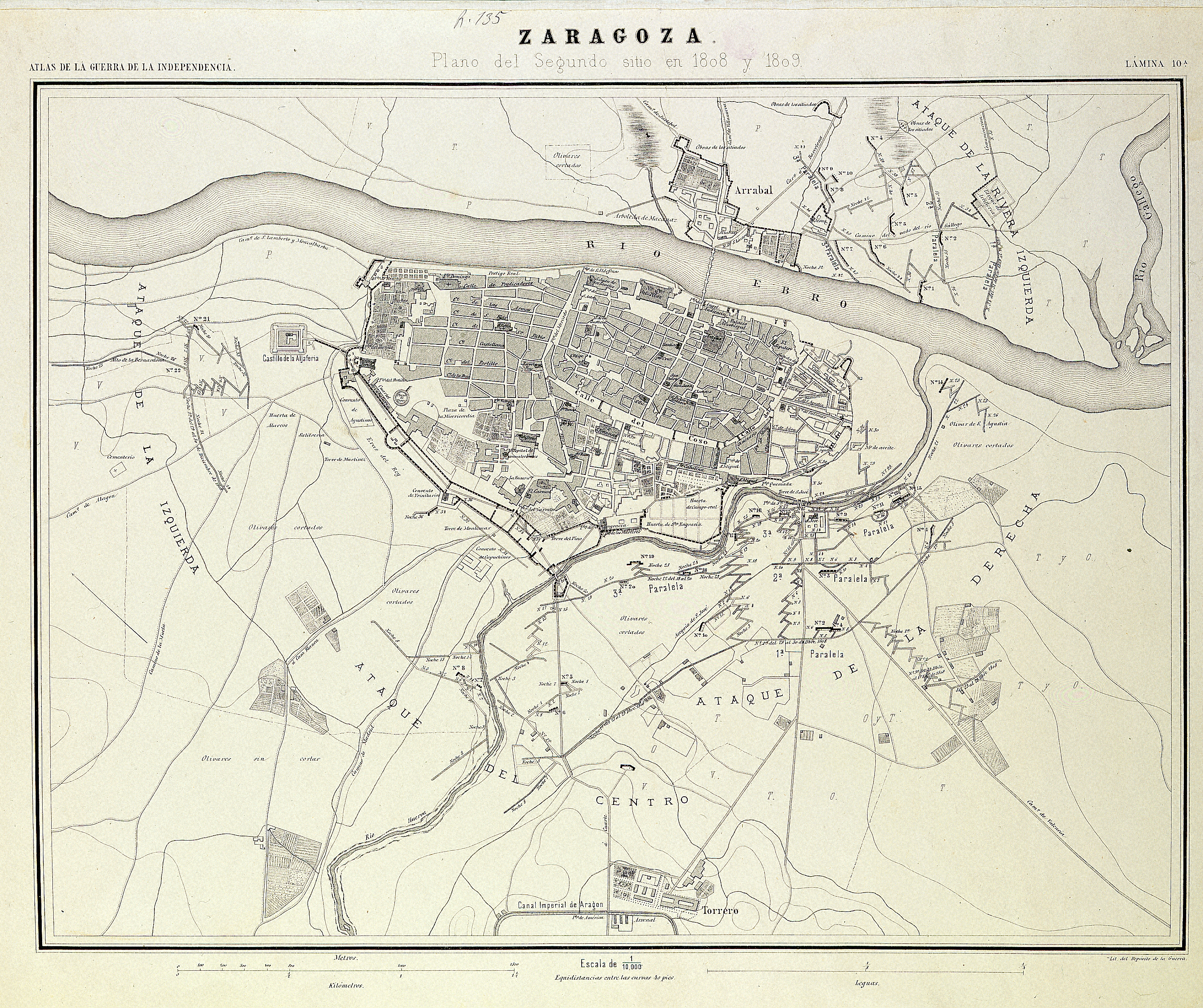
Plano de 1868 del segundo sitio de 1808-1809.

El segundo sitio comenzó el 21 de diciembre de 1808. El ejército francés, consciente de la importancia estratégica de Zaragoza y del impacto moral que tenía la resistencia de la ciudad ante el ejército francés, pues se había convertido ésta en un símbolo de la resistencia española, volvió con numerosas tropas mandadas esta vez por el mariscal Lannes, sumando más de 35 000 soldados de infantería y 2000 de caballería. La ciudad estaba ahora más preparada. Aunque no dio tiempo a acabar las fortificaciones, se pudo disponer de hasta 160 cañones gracias a los capturados en el sitio previo y se pudo reunir la cosecha antes del asedio. Los defensores incluían unos 30 000 soldados regulares, también de miles de voluntarios de la ciudadanía cuya colaboración fue muy importante. A pesar de ser informado de la capitulación de Madrid frente al ejército imperial, Palafox se niega a negociar una rendición: «¡Después de muerto, hablaremos!», replica.
El 21 de diciembre este ejército atacó Zaragoza por varios puntos, tratando de tomar el canal Imperial en Casablanca y La Paz, así como los barrios exteriores del Arrabal y Torrero. Precisamente en esta batalla, el «Regimiento de Infantería Voluntarios de Castilla» se ganó el sobrenombre de «El Héroe», apodo alcanzado por la valentía mostrada contra los franceses especialmente en la toma con bayoneta del monte Torrero y en la defensa del Convento de Jesús el 21 de diciembre de 1808. Según citó el capitán de infantería Antonio Gil Álvaro en 1893, «ese mote es debido a la actuación del Regimiento durante el segundo sitio de Zaragoza».  Lograron ciertos avances, pero la resistencia fue enconada y los defensores retuvieron sus posiciones. Sin embargo, la captura del camino a Zuera, la voladura del Puente de América por los defensores para evitar su captura y sus avances extramuros aislaron a los defensores. Los franceses realizaron el segundo sitio más exhaustivamente, y dedicaron los días siguientes a construir puentes sobre el Ebro por Juslibol (22 de diciembre) y sobre el Huerva (25-26 del mismo mes) con los que asegurar su cerco alrededor de la ciudad. Simultáneamente, y en la más pura ortodoxia militar, avanzaron con trincheras paralelas a las defensas de la ciudad.
En San José, Santa Engracia y los alrededores de la Aljafería se combatió entonces con denuedo. Los avances franceses se convirtieron en costosos, y los contraataques del General O'Neylle lograban recuperar parte de lo perdido. Especialmente exitosa fue la salida del 31 de diciembre, aprovechándose de las inundaciones que habían dañado los puentes franceses, en la que los defensores llegaron a Juslibol. Tras casi un mes de ataques y contraataques, el 15 de enero caía el reducto del Pilar, último de los fortines extramuros del perímetro español.

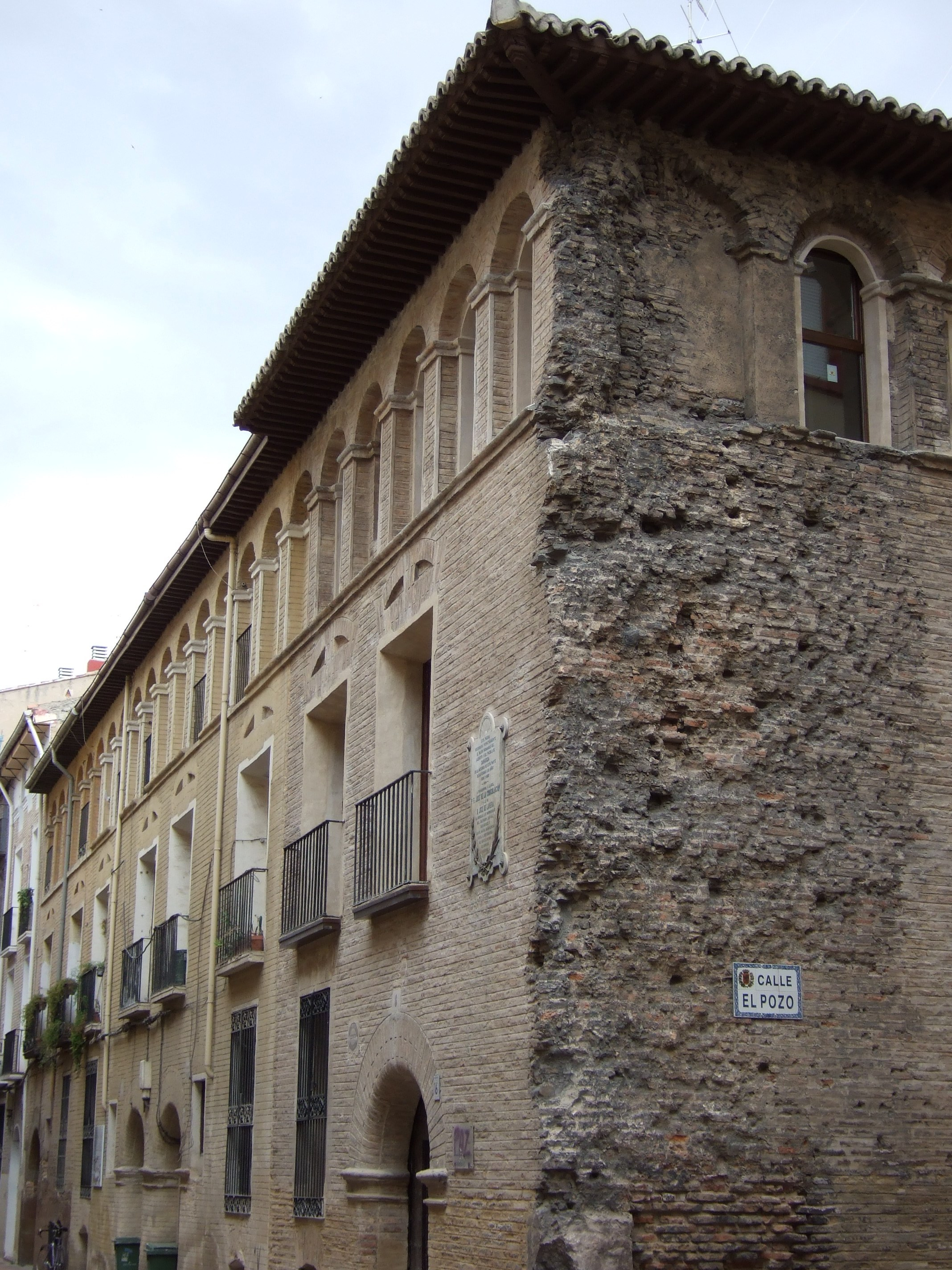
Esquina de la calle El Pozo con los daños producidos en los sitios de Zaragoza

En los días siguientes, los franceses instalaron sus baterías en estos puestos de las afueras. Hoy en día, el barrio zaragozano de la Bombarda lleva tal nombre en recuerdo a una pieza de artillería que se ubicó en la zona. Aproximándose desde el Huerva, los franceses trataron de tomar el convento de los Trinitarios y la huerta de Santa Engracia, entradas a la ciudad desde el sur. Los puestos avanzados establecidos el 28 de enero por un asalto general se fueron ampliando en lentos y meticulosos combates. La resistencia casa por casa obligaba a los franceses a volar los edificios uno a uno, retrasando su avance y sufriendo numerosas bajas. El comandante francés llegó a expresar en una carta al emperador:

Jamás he visto encarnizamiento igual al que muestran nuestros enemigos en la defensa de esta plaza. Las mujeres se dejan matar delante de la brecha. Es preciso organizar un asalto por cada casa. El sitio de Zaragoza no se parece en nada a nuestras anteriores guerras. Es una guerra que horroriza. La ciudad arde en estos momentos por cuatro puntos distintos, y llueven sobre ella las bombas a centenares, pero nada basta para intimidar a sus defensores ... ¡Qué guerra! ¡Qué hombres! Un asedio en cada calle, una mina bajo cada casa. ¡Verse obligado a matar a tantos valientes, o mejor a tantos furiosos! Esto es terrible. La victoria da pena.
Mariscal Jean Lannes

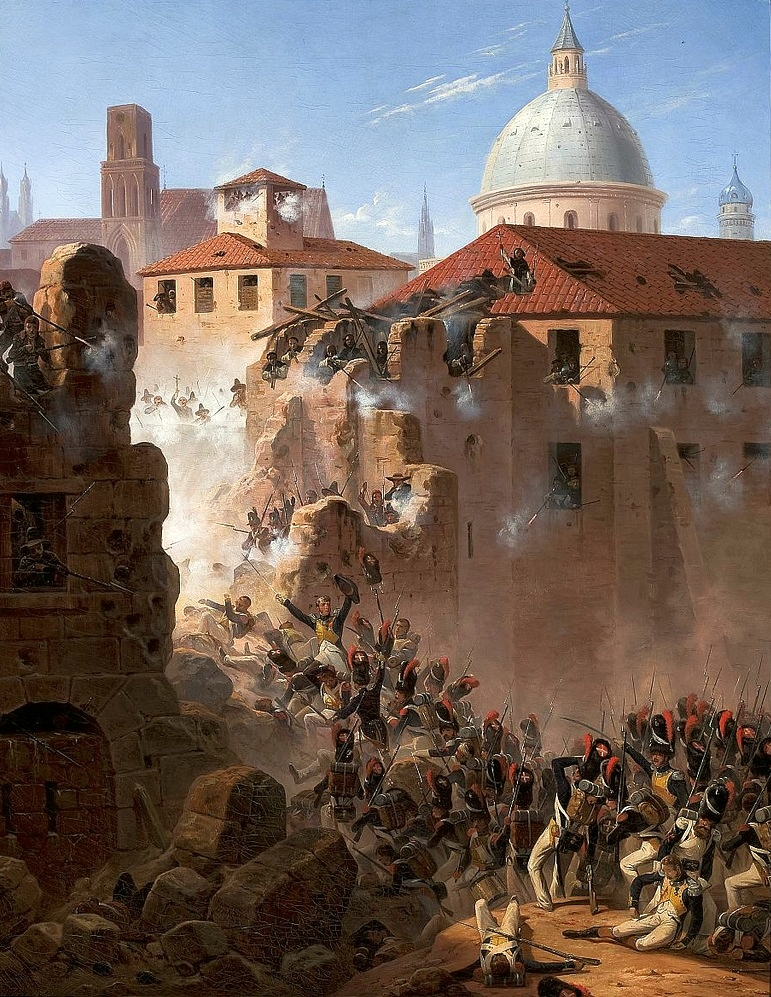
El asalto de Zaragoza, por January Suchodolski (1845), Museo Nacional de Varsovia.

Con el paso del tiempo fueron cayendo uno a uno los barrios periféricos (Huerta de Santa Engracia y el Carmen, en cuya puerta aún se aprecian los efectos de la guerra, el Arrabal...) y los conventos donde se habían hecho fuertes los defensores. La batalla fue terrible para la ciudad, que vio bombardeada la Basílica del Pilar y el Hospital de Gracia, la Universidad de Zaragoza, saqueados los archivos de la Diputación, etc.

## Lenta conquista
Cuando comienza el asalto, se convierte en una guerra calle por calle y casa por casa que enfrenta a franceses y españoles. Bien ayudado por Lacoste, Lannes construye minas para socavar los edificios cercanos a sus soldados, con el fin de apoderarse de ellos rápidamente y poder usarlos como barricada; en respuesta, los españoles se refugian en los pisos, áticos y perforan los tabiques y los pisos para poder disparar a los ocupantes de la planta baja. La inferioridad numérica de los sitiadores los expone a los intentos de recuperar los diversos conventos ocupados, pero Lannes da un buen ejemplo de valor y voluntad a sus tropas, lo que les permite resistir; se expone de vez en cuando al fuego enemigo, incluso al de sus propios soldados.
El futuro mariscal Bugeaud, entonces teniente, define este sitio de una forma  particular:

«Siempre estamos cerca de este maldito, este infernal Zaragoza. Aunque hemos tomado sus murallas durante más de una quincena, y tenemos una parte de la ciudad, los habitantes, entusiasmados por el odio que nos embargan, por los sacerdotes y el fanatismo, parecen querer enterrarse bajo las ruinas de sus ciudades, como la antigua Numancia. Se defienden con increíble furia y nos hacen pagar caro por la más pequeña victoria. 

Cada convento, cada casa, tiene la misma resistencia que una ciudadela, y cada uno requiere un asedio particular. Todo se disputa paso a paso, desde el sótano hasta el ático, y solo cuando se han matado a todos con bayonetas, o arrojado por las ventanas, es posible considerarse como dueño de la casa. Tan pronto como salimos victoriosos, la casa vecina nos arroja, por agujeros hechos a propósito, granadas, obuses y una lluvia de disparos. Debemos hacer barricadas, cubrirnos muy rápido, hasta que hayamos tomado medidas para atacar esta nueva fortaleza; y se hace solo perforando los muros, porque pasar por las calles es imposible, el ejército perecería en dos horas. No es suficiente hacer la guerra en las casas, se hace bajo tierra.».

Siguiendo las órdenes de Lannes, en contradicción con las del emperador, Mortier va a reforzar a Gazan, mientras que las fuerzas de Suchet se sitúan con el fin de estar protegidos de los ataques del exterior, y de evitar que los sitiados recibieran refuerzos que entraran en la ciudad. El Arrabal, en la orilla izquierda, fue finalmente conquistado en febrero, al igual que el Convento de San Agustín en la derecha. Pero el mismo día es muerto el general Lacoste. Rogniat le reemplaza. Después, herido él mismo, confía la ingeniería militar de la margen derecha del río al  comandante Haxo y la de la izquierda al  coronel Dode. En cuanto a la artillería, el general Dedon coloca varios morteros pequeños de seis pulgadas para transportarlos fácilmente donde sea necesario. Además, este general establece piezas de doce, cuatro y obuses en varias calles.
La enfermedad y el hambre entran en Zaragoza, matando de cuatrocientas a quinientas personas al día, aumentando las dificultades del asedio con el olor a putrefacción. El 3 de febrero, los franceses ocupan el convento de las hijas de Jerusalén; el 6 el hospital general; el día 11, la iglesia de San Francisco, que conduce a El Coso, una gran arteria que separa la ciudad en dos, y la ingeniería militar prepara el paso al otro lado. Los soldados franceses, sin embargo, se quejan del asedio y sus pérdidas; Lannes les señala la debilidad de los españoles, obligados, incluso estando en superioridad numérica, a encerrarse.
Un pequeño incidente le permite apoyar sus palabras: recibiendo a un centenar de campesinos que salieron de la ciudad para regresar a sus casas, Lannes los hizo acompañar de regreso a Zaragoza, no sin antes haberlos saciado y dado dos panes a cada uno, para mostrar a los sitiados que a los sitiadores no les faltaba comida. En el exterior, las noticias son peores: los hermanos de Palafox lograron reunir un ejército de 15000 hombres que dirigían hacia Zaragoza para levantar el sitio; el  General Reding, a la cabeza de 30 a 40.000 hombres en Cataluña también tenía la intención de ayudar a los aragoneses, pero debía primero enfrentarse al  General Gouvion Saint-Cyr.

## El final del sitio
A pesar de todo, los defensores siguieron resistiéndose hasta que la falta de víveres y las terribles condiciones higiénicas que siempre causan los asedios propiciaron una epidemia de tifus. Palafox mantuvo su respuesta de "Guerra y Cuchillo" a la rendición, pero él mismo enfermó gravemente y fue sustituido por Saint-Marq. Este, en connivencia con la Junta de Defensa, decidió rendir la exhausta ciudad, incapaz ya de seguir luchando. Palafox se opuso hasta el final y hubo numerosos partidarios de continuar la lucha hasta sus últimas consecuencias que trataron de asaltar los arsenales para proseguir la lucha. Finalmente, el 21 de febrero, Zaragoza capituló ante el cuartel general de Lannes en el molino de Casablanca. Heinrich von Brandt lo describe así:

Cierto número de jóvenes, de edades comprendidas entre los 16 y los 18 años, sin uniformes [...], fumando indiferentes, se alinearon frente a nosotros. Pronto nos fue dado contemplar la llegada del resto del Ejército: una multitud pintorescamente variada, y compuesta por gente de toda edad y condición, [...] la mayor parte vistiendo ropas de campesino. Los oficiales iban montados en mulas o en burros, y únicamente podían diferenciarse de sus hombres por sus tricornios y largas capas. Todos fumaban y charlaban, pareciendo indiferentes a su inmediata expatriación. La mayoría ofrecía un aspecto tan poco militar que nuestros hombres manifestaban, en voz bastante alta, que nunca deberíamos haber tenido tantos apuros para "vencer a esa chusma"

La ciudad, que antes era conocida como "La Florencia de España", quedó prácticamente destruida y de 55.000 ciudadanos que había antes de los sitios sobrevivieron 12.000.

Capitulación, firmada por el mariscal Lannes por los franceses y por Pedro María Ric y los otros miembros de la junta por parte de la ciudad de Zaragoza.
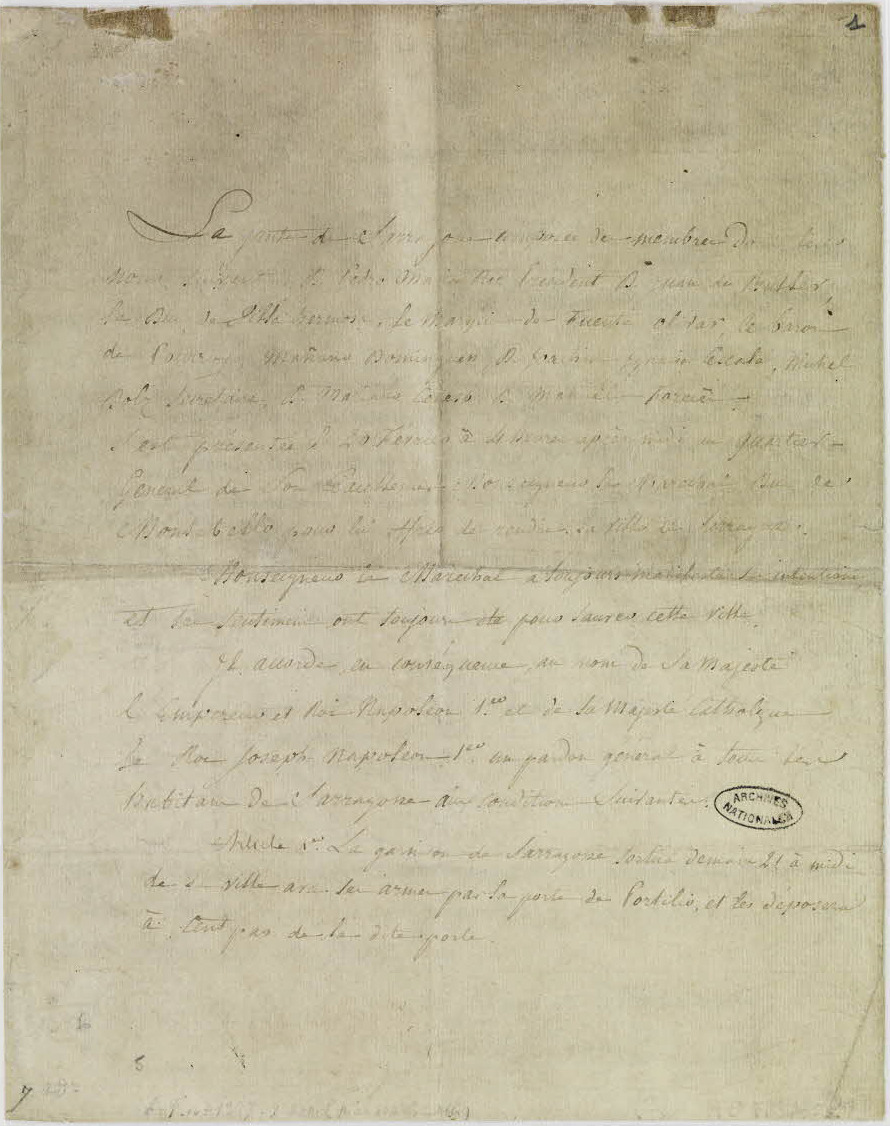
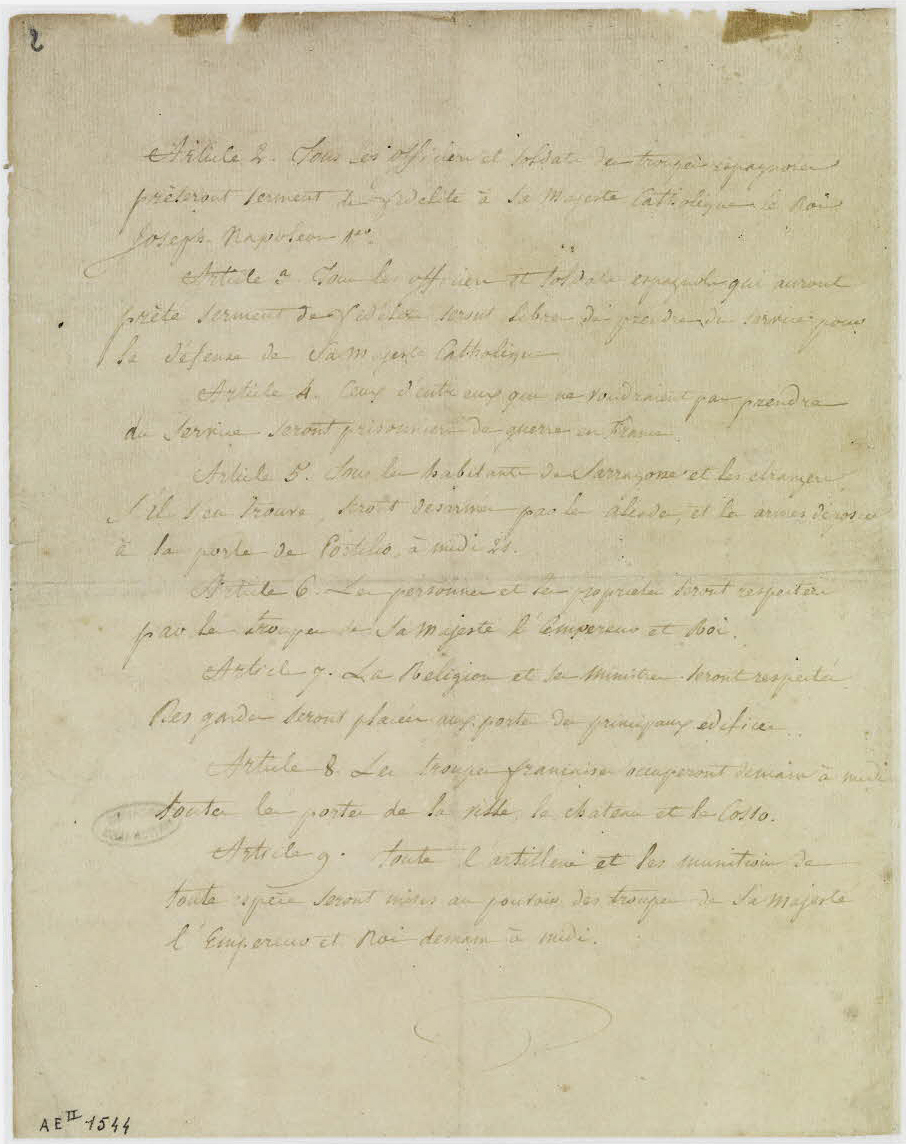
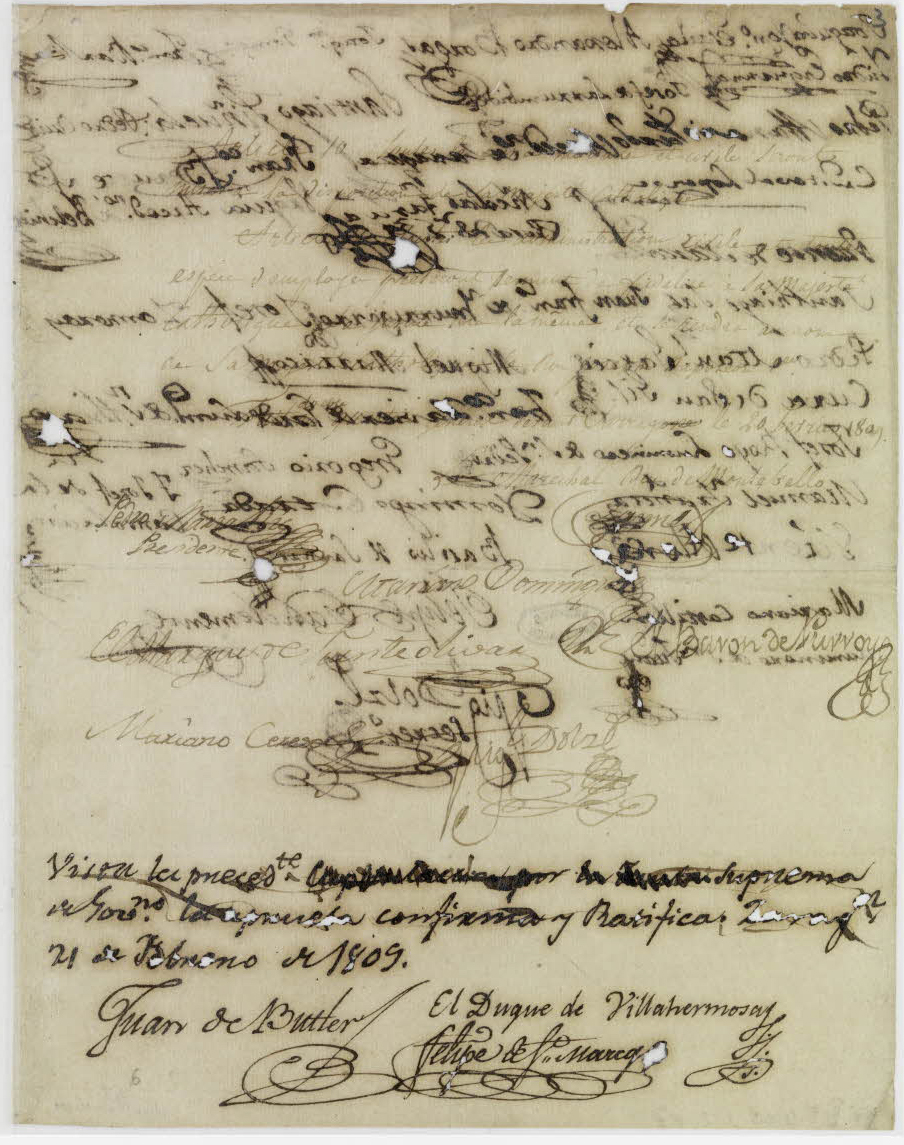
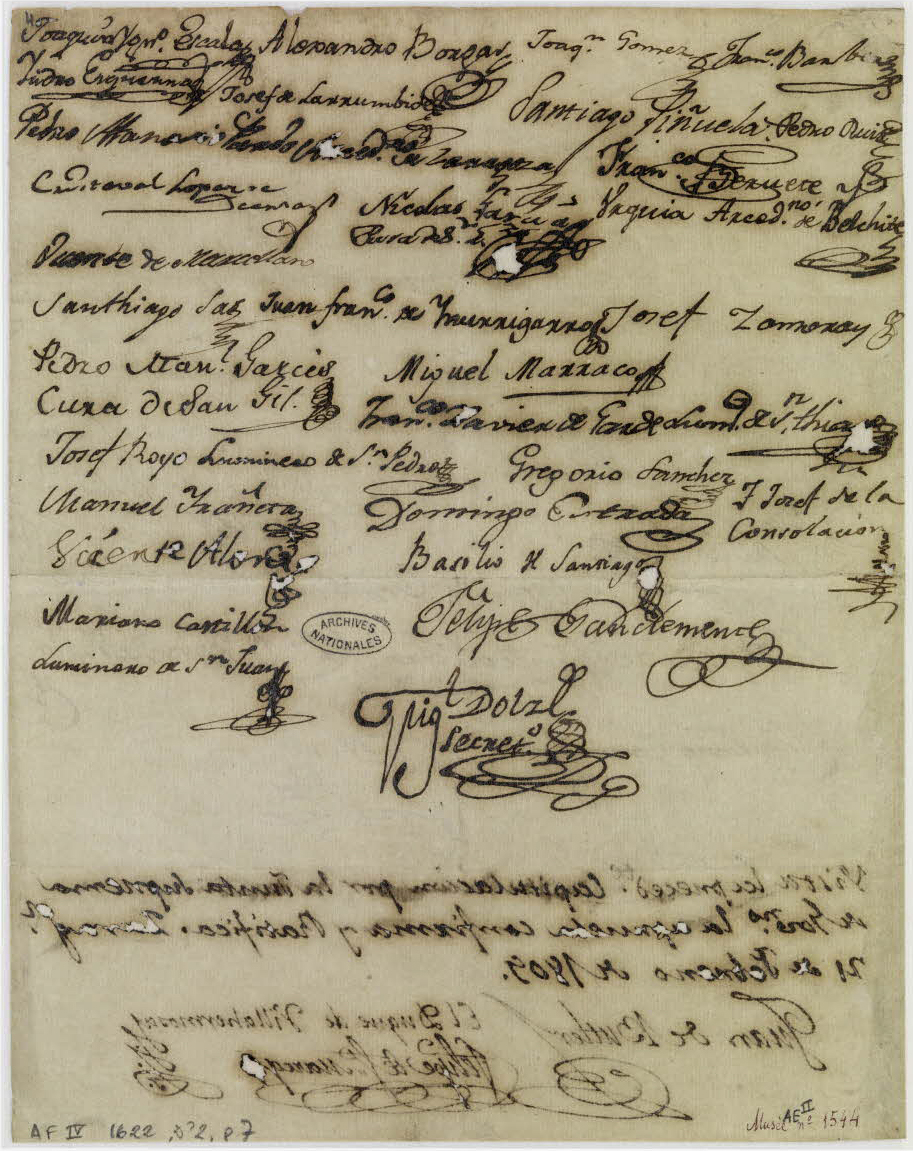

## Tras el sitio

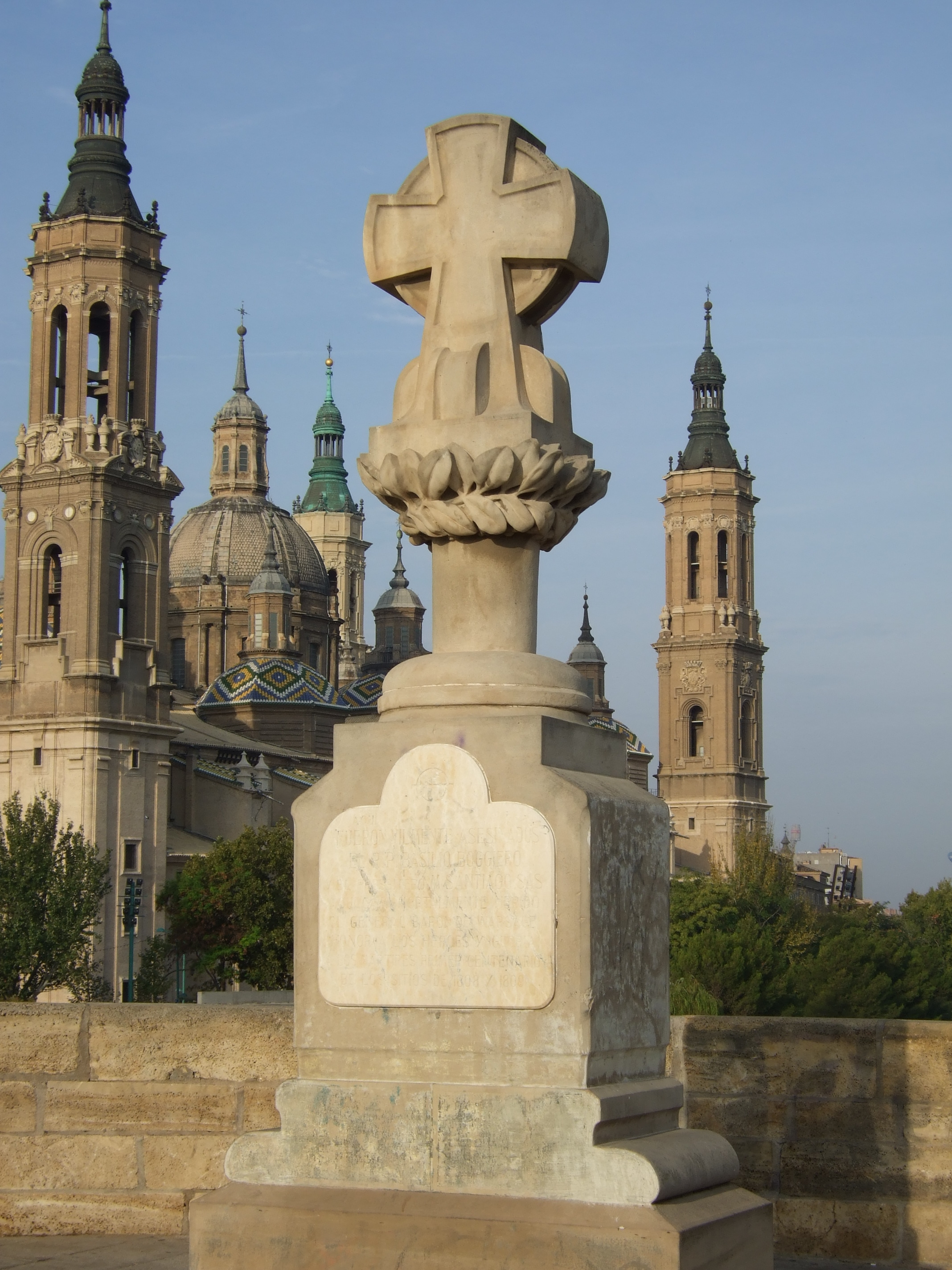
Monumento en el Ebro en conmemoración del asesinato de Boggiero y Santiago Sas y la muerte del Barón de Warsage.

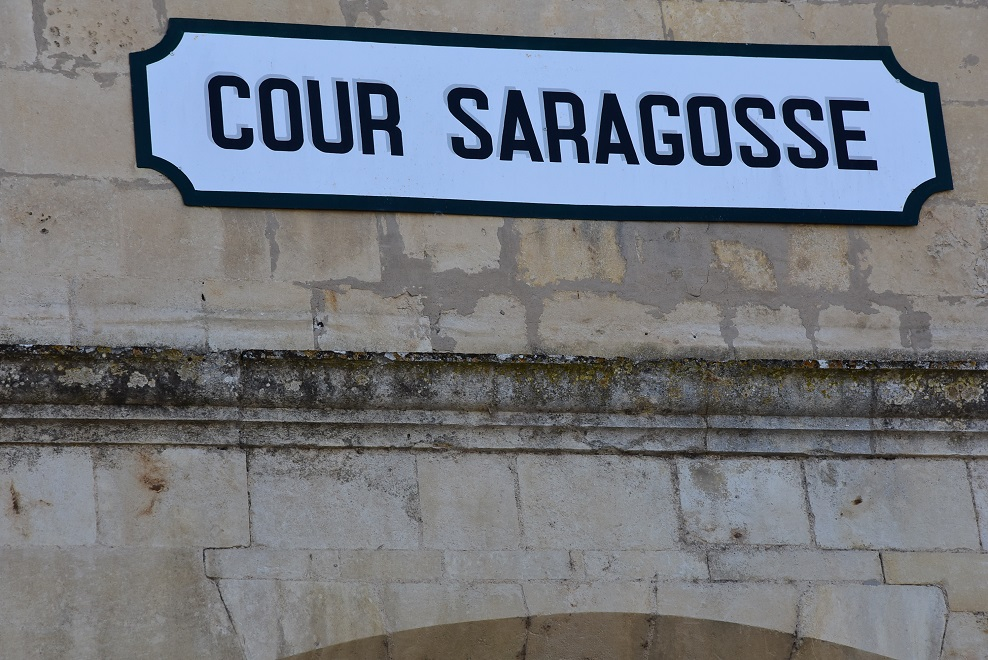
Placa conmemorativa en Saint-Maixent, Francia, ciudad de tradición militar

Tras la entrada en Zaragoza, Lannes comenzó a trabajar en la limpieza de la ciudad, mientras que Palafox se mantuvo en su palacio a la espera de ser trasladado a Francia como prisionero, mientras Boggiero y Santiago Sas, fueron asesinados por los franceses, por orden de Lannes, y sus cuerpos fueron arrojados al Ebro la noche del 21 de febrero. El 6 de marzo, Lannes, Mortier y su personal en su totalidad, con ausencia de Junot,  celebraron un  Te Deum  en Nuestra Señora del Pilar.
Con respecto a la actitud de los mariscales después de la capitulación de la ciudad, Lannes acepta, de parte de las autoridades de Zaragoza, obsequios y tal vez dinero. Thierry Lentz presenta la hipótesis de que Lannes participó en el saqueo de la ciudad. Mortier, por su parte, recibe de los habitantes un ramo de flores en joyas, y un ojo de diamante que devuelve inmediatamente al tesoro de Nuestra Señora de Pilar.
Lannes, agotado, espera ansiosamente la orden que le permitirá regresar a Francia, dejando al gobierno de Aragón a Suchet, que también recibe el mando del  tercer cuerpo en lugar de Junot. El 26 de marzo, finalmente se fue, y regresó a Lectoure con su esposa.
Las tropas francesas permanecerían en Zaragoza hasta el 2 de agosto de 1813, cuando se rendía el último reducto del Palacio de la Aljafería al comandante español Francisco Espoz y Mina.